# Resclosa del Molí d'en Sala
La Resclosa del Molí d'en Sala és un embassament que pertany a la riera de Sant Joan, creat per una petita presa d'obra, situada en el terme municipal de Monistrol de Calders, al Moianès.
Fou construïda a darreries del segle xviii per tal de dur aigua al Molí d'en Sala, per tal de fer de força motriu de la mola i aprofitar els excedents per regar els horts dels voltants del Molí (sobretot al nord i nord-oest, on hi havia una conducció, en part conservada, per fer travessar l'aigua a l'altra banda de la riera.
Des dels anys vuitanta del segle xx, l'antiga resclosa s'aprofita com a lloc per a passar-hi hores d'esbarjo, sobretot per visitants ocasionals de Monistrol de Calders, ja que és un lloc agradable per la temperatura que hi ha i per la fredor de l'aigua. Això darrer fa que algunes persones, sobretot aliens a Monistrol de Calders, l'anomenin la bassa freda.